# Поплітник вусатий
Поплі́тник вусатий (Pheugopedius genibarbis) — вид горобцеподібних птахів родини воловоочкових (Troglodytidae). Мешкає в Амазонії.

## Опис
Довжина птаха становить 15,5 см, вага 16,2-22,8 г. Верхня частина голови оливково-сіро-коричнева, скроні сірувато-чорні, поцятковані білими смужками, обличчя сірувато-коричневе. Над очима білі "брови", під дзьобом білі "вуса", окаймлені чорними смугами. Верхня частина тіла світло-каштанова, на хвості 8-9 чорнуватих смуг. Горло і верхня частина грудей білі, нижня частина грудей рудувато-коричнева, боки і живіт темно-коричневі, нижні покривні пера хвоста рудувато-коричневі. Очі червонувато-карі, дзьоб чорний, лапи сірі. Виду не притаманний статевий диморфізм. У молодих птахів тім'я більш коричневе, спина більш тьмяна і менш каштанова, смуги на обличчі менш виражені, смуги на хвості менш чіткі.

## Підвиди
Виділяють чотири підвиди:
- P. g. juruanus (Ihering, H, 1905)[5] — центральна і східна Бразилія (на південь від Амазонки, на схід від Мадейри);
- P. g. genibarbis (Swainson, 1838) — схід Перу, захід Бразильської Амазонії (на схід до Мадейри) і північно-західна Болівія;
- P. g. intercedens (Hellmayr, 1908)[6] — центральна Бразилія (Мату-Гросу, Гояс);
- P. g. bolivianus Todd, 1913[7] — північна і східна Болівія.

## Поширення і екологія
Вусаті поплітники мешкають в Бразилії, Перу і Болівії. Вони живуть на узліссях вологих рівнинних тропічних лісів та в бамбукових заростях на берегах річок. Зустрічаються на висоті до 1600 м над рівнем моря. Живляться комахами та іншими безхребетними. Гніздо кулеподібне з бічним входом, в кладці 2 білих, поцяткованих червонувато-коричневими плямками яйця.